# Collines Isère Nord Communauté
Collines Isère Nord Communauté (nommée communauté de communes des Collines du Nord Dauphiné jusqu'en 2022) est une communauté de communes française, située dans le département de l'Isère et la région Auvergne-Rhône-Alpes. Elle a été créée le 12 décembre 2001.

## Composition
La communauté de communes est composée des 10 communes suivantes :

| Nom                        | Code Insee | Gentilé         | Superficie (km2) | Population (dernière pop. légale) | Densité (hab./km2) |
| -------------------------- | ---------- | --------------- | ---------------- | --------------------------------- | ------------------ |
| Heyrieux (siège)           | 38189      | Heyriards       | 13,95            | 4 824 (2022)                      | 346                |
| Bonnefamille               | 38048      | Bonnefamiliens  | 9,43             | 1 094 (2022)                      | 116                |
| Charantonnay               | 38081      | Charantonnois   | 11               | 1 993 (2022)                      | 181                |
| Diémoz                     | 38144      | Diémois         | 13,72            | 2 915 (2022)                      | 212                |
| Grenay                     | 38184      | Grenaysiens     | 7,2              | 1 632 (2022)                      | 227                |
| Oytier-Saint-Oblas         | 38288      | Oytillards      | 14,3             | 1 733 (2022)                      | 121                |
| Roche                      | 38339      | Rochelois       | 20,14            | 2 189 (2022)                      | 109                |
| Saint-Georges-d'Espéranche | 38389      | Saint-Georgeois | 24,65            | 3 500 (2022)                      | 142                |
| Saint-Just-Chaleyssin      | 38408      | Chaleyssinois   | 13,95            | 2 678 (2022)                      | 192                |
| Valencin                   | 38519      | Valencinois     | 9,63             | 2 897 (2022)                      | 301                |

## Compétences
Les compétences de la communauté de communes sont réparties en 3 catégories : les compétences obligatoires, facultatives et optionnelles.

### Les compétences obligatoires
- Aménagement de l’espace
- Développement économique

### Les compétences facultatives
Quatre compétences facultatives ont été retenues :
1. Développement Local
2. Culture et animation
3. Sécurité
4. Personnes handicapées

### Les compétences optionnelles
Les compétences optionnelles retenus sont :
1. Actions sociales d’intérêt communautaire : Solidarité et services à la personne, point Information Jeunesse/Insertion/Emploi, politique enfance/jeunesse et transports à la demande
2. Protection et mise en valeur de l’environnement
3. Politique du logement et du cadre de vie

## Historique
Le 1er janvier 2007, la communauté de communes des Collines du Nord Dauphiné s'agrandit, avec l'intégration des communes de Bonnefamille et Roche.
Le 1er janvier 2012, la communauté de communes des Collines du Nord Dauphiné s'agrandit, avec l'intégration de la commune de Diémoz.
Le 1er janvier 2022, la communauté de communes des Collines du Nord Dauphiné devient Collines Isère Nord Communauté.